# Bryc
Bryc fue una cadena de supermercados chilena fundado en la ciudad de Curicó por el empresario Enrique Bravo Rocco. La cadena llegó a tener un total de 57 locales, ubicados entre la Región de Valparaíso y la de Los Lagos, con 3100 trabajadores. Bryc era acrónimo de Barato, Rápido y Conveniente.

## Historia
Su primer local estaba ubicado en la Avda. Camilo Henríquez 445, de la ciudad de Curicó y fue inaugurado el 9 de septiembre de 1985. El formato fue una sala del tipo de una bodega económica que tiene una superficie de 800 a 1.200 m² y 7.000 ítems.
En 1995 se expande el primer local fuera de Curicó, en la comuna de Molina y más tarde en 2000 se instala con su primera sucursal fuera de la región del Maule, en las comunas de Loncoche (región de la Araucanía) y Lanco (región de los Ríos).
El 1 de febrero de 2008 la cadena Bryc fue adquirida por la naciente SMU (Unimarc), y en 2009 todos sus locales pasaron a llevar el mismo nombre.

## Versiones
Dependiendo del enfoque, tamaño de sala y público existieron versiones: 
- Hiper Bryc, con una sala de venta superior a los 3.400 m² y con 15.000 ítems. Este local abrió sus puertas el 14 de septiembre de 2001 y cerró el 1 de noviembre de 2003. Estaba ubicado en el Centro Comercial Puerta Norte de Curicó.
- Bryc Express, supermercado de cercanía y conveniencia orientado a productos y servicios seleccionados de consumo inmediato. El énfasis es hacer una compra rápida y eficaz sobre un total de 4.000 ítems. El primero fue inaugurado el 29 de septiembre de 2000 y se ubicó en Avda. España 414, Curicó.
- Bryc Virtual, tienda virtual disponible sólo para la ciudad de Curicó en una primera etapa y que tuvo por finalidad dar solución a las necesidades de compra rápida y expedita sin acudir físicamente a un supermercado. Este proyecto se inició el 1 de julio de 2003.